# Brande Roderick
Brande Roderick, född 13 juni 1974 i Novato, Kalifornien, USA, är en amerikansk fotomodell och skådespelare.
Brande Roderick utsågs till herrtidningen Playboys Playmate of the Month för april 2000 och Playmate of the Year 2001.

## Filmografi (urval)
- 2000 - Baywatch
- 2004 - Starsky & Hutch